# Beji (Beji)
Beji is een bestuurslaag in het regentschap Depok van de provincie West-Java, Indonesië. Beji telt 46.703 inwoners (volkstelling 2010).